# Nhà hát Hungary ở Pest
Nhà hát Hungary ở Pest (tiếng Hungary: Pesti Magyar Színház) là một trong những nhà hát ở Budapest, có địa chỉ ở số 4 Hevesi Sándor tér, Pest, Hungary.

## Lịch sử
Nhà hát Hungary ở Pest được gia đình Rákosi-Beöthy xây dựng vào năm 1897, dựa theo thiết kế của kiến trúc sư Adolf Láng. Buổi biểu diễn đầu tiên diễn ra vào ngày 16 tháng 10 năm 1897, tại khu vực ngoại ô thành phố Budapest (hiện nay là Quảng trường Sándor Hevesi). Lúc bấy giờ, khán phòng nhà hát có hai tầng, với sức chứa 996 người.
Năm 1914, kiến trúc sư László Vágó đảm nhiệm việc xây dựng lại nhà hát. Trong giai đoạn 1964 - 1966, nhà hát tiếp tục được tái thiết lại dựa theo thiết kế của kiến trúc sư Sándor Azbej, để có diện mạo như hiện nay. Vào năm 2001, tòa nhà được xây thêm một sân khấu nhỏ có 96 chỗ ngồi.

## Tiết mục
Các tiết mục của nhà hát Hungary ở Pest thích hợp với mọi đối tượng khán giả từ trẻ em cho đến người lớn. Đó là những vở kịch được dàn dựng công phu, dựa trên các tác phẩm có giá trị văn học - nghệ thuật. Ngoài ra, nhà hát cũng tổ chức các chương trình có tường thuật âm thanh và phiên dịch viên ngôn ngữ ký hiệu để dành riêng cho đối tượng khán giả khiếm thị và khiếm thính.